# Gemayel
De voorouders van de familie Gemayel zijn oorspronkelijk afkomstig uit het noorden van de regio van het Libanongebergte. In het midden van de zestiende eeuw vestigden ze zich in de plaats Bikfaya, 25 kilometer ten noordoosten van Beiroet. De familie ontwikkelde zich tot een politiek invloedrijke familie in Libanon met de volgende bekende leden:
- Amin Gemayel (1942)
- Bashir Gemayel (1947 – 1982)
- Maurice Gemayel (1910 – 1970)
- Philip Gemayel, maronitische patriarch van Bikfaya, van 1795 tot 1796
- Pierre Gemayel (1905 – 1984)
- Pierre Amine Gemayel (1972 – 2006)
- Solange Gemayel (Solange Tutunji), politica. Weduwe van Bashir en moeder van Nadim.
- Nadim Bachir Gemayel, politicus. Zoon van Bashir en Solange.